# Геллен Обірі
Геллен Онсандо Обірі (англ. Hellen Onsando Obiri, нар. 13 грудня 1989) — кенійська легкоатлетка, яка спеціалізується в бігу на середні та довгі дистанції, призерка Олімпійських ігор, чемпіонка та рекордсменка світу.
25 травня 2014 на Світових естафетах ІААФ в Нассау разом із співвітчизницями Мерсі Чероно, Айрін Джелагат та Фейт Кіп'єгон встановила перший в історії офіційно ратифікований світовий рекорд у жіночій естафеті 4×1500 метрів.
На чемпіонаті світу-2019 здобула «золото» на дистанції 5000 метрів та була п'ятою на дистанції вдвічі довше.

## Виступи на Олімпіадах
| Олімпіада           | Дисципліна  | Місце |
| ------------------- | ----------- | ----- |
| 2012 Лондон         | 1500 метрів | 10    |
| 2016 Ріо-де-Жанейро | 5000 метрів | 2     |
| 2020 Токіо          | 5000 метрів | 2     |